# عمار (شخصية كرتونية)

## نبذة عن شخصيته
عمار، أحد شخصيات المسلسل الكرتوني كابتن ماجد، وهو أحد أصغر أعضاء المنتخب العربي عمرًا. عمار، من أكثر أعضاء المنتخب سرعة، حيث يستطيع قطع 100 متر في 11 ثانية. إنه لطيف في تعامله مع أعضاء المنتخب، وله احترام خاص كذلك. وعلى الرغم من أن عمار كان متغطرسًا (متكبرًا) ومندفعا نوعا ما في الموسم الثاني من السلسلة الأولى، إلا أنه يعد من أكفأ مهاجمي المنتخب. إن صديقه المفضل هو ماهر، وهو يكن له احترامًا كبيرًا. ينضم عمار إلى فريق مدرسة المجد للمرحلة الثانوية، في بداية السلسلة الثانية، ويشارك ضد بسام (فريق الفرح).
يحترف عمار، في السلسلة الثالثة، في الدوري العربي للمحترفين، في فريق نادي كاشيوا ريسول Kashiwa Reysol، ويتبارى ضد، الحارس المتميز رعد (فريق ناجويا جرامبوس إيت Nagoya Grampus Eight) ويخسر بنتيجة 1 – 0. ويبدأ عمار في تعلم الكاراتيه مع رعد، في هذه السلسلة.
وفي السلسلة الرابعة، يشكل ثنائيا خارقا مع رعد. يحرز عمار أكثر أهداف المنتخب تقريبًا في السلسلة الرابعة، حيث يتحسن مستواه كثيرًا، ويتقن ضربة جديدة سماها ركلة الصقر الحر Peregrine Falcon Kick، نتيجة لتدريبه تحت شلال مياه ولفن الكاراتيه الذي تعلمه. وللعلم يعترف رعد بأنه لم يصل إلى هذا المستوى في الكاراتيه.
في الأنمي المدبلج للعربية، تم اعتماد اسم (عمار خليل) في الجزء الثاني، و (فراس) في الثالث.

## مرجع
1. ↑  Hikaru Matsuyama - Captain Tsubasa Wiki - Wikia نسخة محفوظة 22 أغسطس 2017 على موقع واي باك مشين.